# Chilchitna River
Der Chilchitna River ist ein linker Nebenfluss des Mulchatna River im Südwesten des US-Bundesstaats Alaska.

## Flusslauf
Sein Quellgebiet befindet sich in den südwestlichen Ausläufern der Neacola Mountains auf einer Höhe von 750 m. Der Chilchitna River fließt in überwiegend westlicher Richtung und mündet nach etwa 65 Kilometern in den Mulchatna River. Sein Einzugsgebiet grenzt im Süden an das des Koksetna River, im Norden an das des Chilikadrotna River. Neun Kilometer südlich des Flusslaufs erhebt sich der Berg Mesa Mountain. Der westlich von diesem gelegene See Tutna Lake wird über den Nikadavna Creek zum Chilchitna River entwässert.